# 门罗 (路易斯安那州)
门罗（Monroe, Louisiana），美国路易斯安那州沃希托县县治。2000年美国人口普查该市有53,107人口，为路易斯安那州第八大城市。2007年美国人口普查局估计人口为51,208。
门罗与它的近邻西门罗位于沃希托河两岸隔河相对，通常被认为是路易斯安那州东北部的双子城。